# Vemac RD408R
Vemac RD408R (яп. ヴィーマック・RD408R, хепбёрн Vuīmakku RD408R) — гоночный автомобиль, производившийся англо-японской компанией Vemac Car Company.

## Описание
Впервые автомобиль Vemac RD408R был представлен в 2004 году команде R&D Sport на финальном этапе чемпионата в Судзуке. Команда заняла 13 место, из-за чего была вынуждена прекратить участие в классе GT500. В 2005 году Vemac RD408R не участвовал в соревнованиях. Год спустя, в 2006 году, команда R&D Sport выиграла гонку Fuji GT 500 км на RD408R. В 2007 году RD408R выиграл гонку Autopolis GT 300.
Последняя гонка для RD408R — Motegi GT 250 км в 2010 году. В соревнованиях приняла участие команда Mach. Автомобиль был оснащён двигателем Porsche 911 GT3, настроенным Mid West Racing, до этого в автомобилях применялись двигатели Mugen. В 2011 году преемником RD408R стал RD320R. 
В 2012 году в правила Super GT были внесены изменения, которые запретили малосерийным автомобилям участвовать в гонках. Таким образом, эксплуатация Vemac RD408R была прекращена.

## Технические характеристики
Изначально RD408R был оснащён двигателем Mugen Motorsports MF408S 4.0 L V8, а в 2006 году автомобиль был оснащён двигателем Mugen MF458S V8.

## Модификации
- RD408 — родстер на базе RD408R. Номерной знак — EU54 BXA[3].
- RD408H — версия RD408R с гибридной силовой установкой[4].